# Macrohon
Macrohon (Bayan ng Macrohon) är en kommun i Filippinerna. Kommunen tillhör provinsen Southern Leyte och ligger på ön med samma namn. Folkmängden uppgår till 23 102 invånare.

## Barangayer
Macrohon är indelat i 30 barangayer.
| - Aguinaldo - Amparo - Buscayan - Cambaro - Canlusay - Flordeliz - Ichon - Ilihan - Laray - Lower Villa Jacinta - Mabini - Mohon - Molopolo - Rizal - Salvador (Mangyang) | - San Isidro - San Joaquin - San Roque - Sindangan - Upper Villa Jacinta - Asuncion - Bagong Silang - Danao - Guadalupe - San Vicente Poblacion - Santo Niño - San Vicente (Upper San Roque) - Santa Cruz (Pob.) - Santo Rosario (Pob.) - Upper Ichon |

## Bildgalleri
Saint Michael Archangel Church in Macrohon, Southern Leyte.jpg
Fatima Ichon.jpg
MunicipalPark&Plaza.jpg
</gallery>